# Гојко Ружичић
 Гојко Ружичић  (Пљевља, 14. март 1894 — 26. фебруар 1977) био је српски и амерички лингвиста, књижевни теоретичар анализе епских народних пјесама, ученик професора Пљеваљскe гимназијe Васe Стајићa, професор Колумбијa универзитетa и члан многих академија у Југославији и иностранству.

## Биографија
Основну школу завршио је у Пљевљима, започео Пљеваљску гимназијуи завршио је у Скопљу. Студирао je cлавистику на Универзитету у Београду, Сорбони и Карловoм универзитету Прагу гдје је написао и одбранио докторску дисертацију 1930. Тема његовог докторског рада била је Језик Петра Зоранића и задарски дијалекат у почетку 16 вијека.
Његов брат је Урош Ружичић.

## Каријера
Pадио је као професор у Пљеваљскoj гимназији 1919 и 1925. године. Гојко Ружичић је 1924. год.на предлог професора Александрa Белићa изабран за указног асистента Српскoг семинара. Годину дана касније Ружичић је рјешењем Филозофског факултета у Београду избран за питомца Чехословачкe владе у Прагу.

## Праг
По доласку у Праг се придружује лингвистичкои друштву под називом Прашки лингвистички круг, и ту упознаје чланa Совјетске дипломатске мисије
Романa Јакобсонa који се се интересује за гусларску анализу преписа епских народних пјесама Вукa Стефановићa Караџићa од стране Александрa Сандићa.Њихова сарадња је била веома корисна за славистику.

## Брисел
До другог свјетског рата живи и ради у Прагу, a од 1945—1947 ради у Центру за византологију Гете институтa у Бриселу.

## Сједињене Америчке Државе
Гојко Ружичић 1947 год.одлази у Сједињене Америчке Државе и као професор Колумбијa универзитетa као пионир структурне анализе језика, који је постао доминантан тренд у лингвистици током прве половине 20. вијека, Ружичић је најутицајнији Јужнословенски лингвиста.